# روبرت ر. برتراند
روبرت ر. برتراند (بالإنجليزية: Robert R. Bertrand)‏ هو مهندس الصوت أمريكي، ولد في 12 فبراير 1906 في سان خوسيه في الولايات المتحدة، وتوفي في 4 مايو 2002 في ويلدومار في الولايات المتحدة.

## وصلات خارجية
- روبرت ر. برتراند على موقع IMDb (الإنجليزية)